# أحمد فؤاد إسماعيل
أحمد فؤاد بن إسماعيل (ولد في 16 يوليو 1953) هو سياسي ماليزي، كان عمدة كوالالمبور التاسع، حيث تولى منصبه في الفترة ما بين 14 ديسمبر 2007 حتى 12 يوليو 2013.

## التكريمات

### في ماليزيا
- ماليزيا
  -  عضو في وسام المدافع عن المملكة (A.M.N.) (1990)
  -  قائد في نيشان تاج ماليزيا (P.S.M.) - تان سري (2010)
- سلاغور
  -  رفيق الفارس في وسام السلطان شرف الدين إدريس شاه [الإنجليزية] (D.S.I.S.) - داتو (2002)[3]
- بينانق
  -  ضابط في وسام المدافع عن الدولة (D.S.P.N.) - داتو (2005)
- قدح
  -  رفيق الفارس في وسام الولاء للبيت الملكي في قدح [الإنجليزية] (D.S.D.K.) - داتو (2008)
- ولاية اتحادية (ماليزيا)
  -  قائد أكبر في وسام التاج الإقليمي (S.M.W.) - داتوك سيري (2010)[4]